# Meteo (Zanzotto)
Meteo è una raccolta di versi di Andrea Zanzotto, pubblicata presso Donzelli Editore nel 1996. Le venti poesie italiane sono ciascuna corredata da un disegno dell'illustratrice Giosetta Fioroni.

## Titolo e struttura
Meteo, pubblicato ben dieci anni dopo la grande stagione della trilogia (Il Galateo in Bosco, Fosfeni, Idioma) a causa di «una "avara vena" dell'autore», è concluso da una Nota del poeta che introduce alla nuova direzione in cui vanno le scritture zanzottiane sul farsi degli anni novanta:
«Questa silloge vuol essere soltanto uno specimen di lavori in corso, che hanno un'estensione molto più ampia. Si tratta quasi sempre di "incerti frammenti", risalenti a tutto il periodo successivo e in parte contemporaneo a Idioma (1986). Non tutti sono datati e comunque sono qui organizzati provvisoriamente per temi che sfumano gli uni negli altri o in lacune, e non secondo una sequenza temporale precisa, ma forse "meteorologica"».
I temi dominanti della raccolta vertono su tempo (meteorologico e non solo), clima, paesaggio, con un particolare intensificarsi della materia ecologica: una ecologia dell'ambiente, ma anche una "ecologia della mente". Scrive a proposito Giuliano Gramigna che «viene messo in gioco qualcosa d'altro che lo spettacolo atmosferico, stagionale nei luoghi familiari, Pieve di Soligo e dintorni: la capacità di tale spettacolo di scandire un tempo della mente e del linguaggio», per arrivare a dire che «Meteo, come insinua il titolo, sarà vivere, scrivere una meteora, un evento formato da grappoli di eventi mentali, psichici, atmosferici, con il loro corteggio di personaggi: prati, alberi, nuvole, insetti, stagioni: in mezzo ai quali si colloca, insaziabile e incontornabile, il Soggetto che parla».

## Edizioni
- Andrea Zanzotto, Meteo, Roma, Donzelli, 1996.